# Colonial Automobile Company (Massachusetts)
Colonial Automobile Company war ein US-amerikanischer Hersteller von Automobilen aus Massachusetts.

## Unternehmensgeschichte
George N. March gründete das Unternehmen Ende 1899 in Boston. Er brachte ein Modell in die Serienproduktion, das A. W. Kent entworfen hatte. Der Markenname lautete Kent’s Pacemaker. Im September 1901 wurde das Unternehmen aufgelöst. Die Produktion blieb gering.

## Fahrzeuge
Das einzige Modell war ein Dampfwagen. Ein Dampfmotor trieb das mittlere Hinterrad an. Das einzelne Vorderrad wurde gelenkt. Außerdem gab es zwei äußere Hinterräder, die der Stabilität dienten. Sie waren etwa gleich groß wie das Antriebsrad und konnten während der Fahrt eingeklappt werden. Die Karosserie war ein offener Runabout mit Verdeck. Das Fahrzeug kann als Einspurwagen bezeichnet werden.